# Ноофелия
Ноофелия (νόος (Noos, «разум», «интеллект») + ὠφέλεια (ōphéleia, «прибыль», «преимущество», «выгода») — аксиологическая доктрина, по которой, ценность любой данной вещи определяется степенью, в которой она способствует развитию интеллекта и интересам разумных существ,,.
Ценностные оценки интеллекта и интересов разумных существ исторически развивались еще от Платона и Пифагора с понятием «ноократия», и распространенным в XX веке понятием «интеллигенция».
В XXI веке в русскоязычном сегменте в законодательстве интеллектуальные ценности определены в Гражданском Кодексе РФ — «результаты интеллектуальной деятельности», «творческий труд»; в Трудовом Кодексе РФ — «интеллектуальный продукт».
В XXI веке в англоязычном секторе развивается понятие «knowledge workers» («работающие со знаниями», «работники умственного труда», «информационные работники»), главный капитал которых знания: программисты, врачи, фармацевты, архитекторы, инженеры, ученые, дизайнеры, бухгалтера, юристы и др., чья работа требует от человека «думать, чтобы зарабатывать на жизнь»